# Oldenlandia
Oldenlandia là một chi thực vật có hoa trong họ Thiến thảo (Rubiaceae).

## Hình ảnh

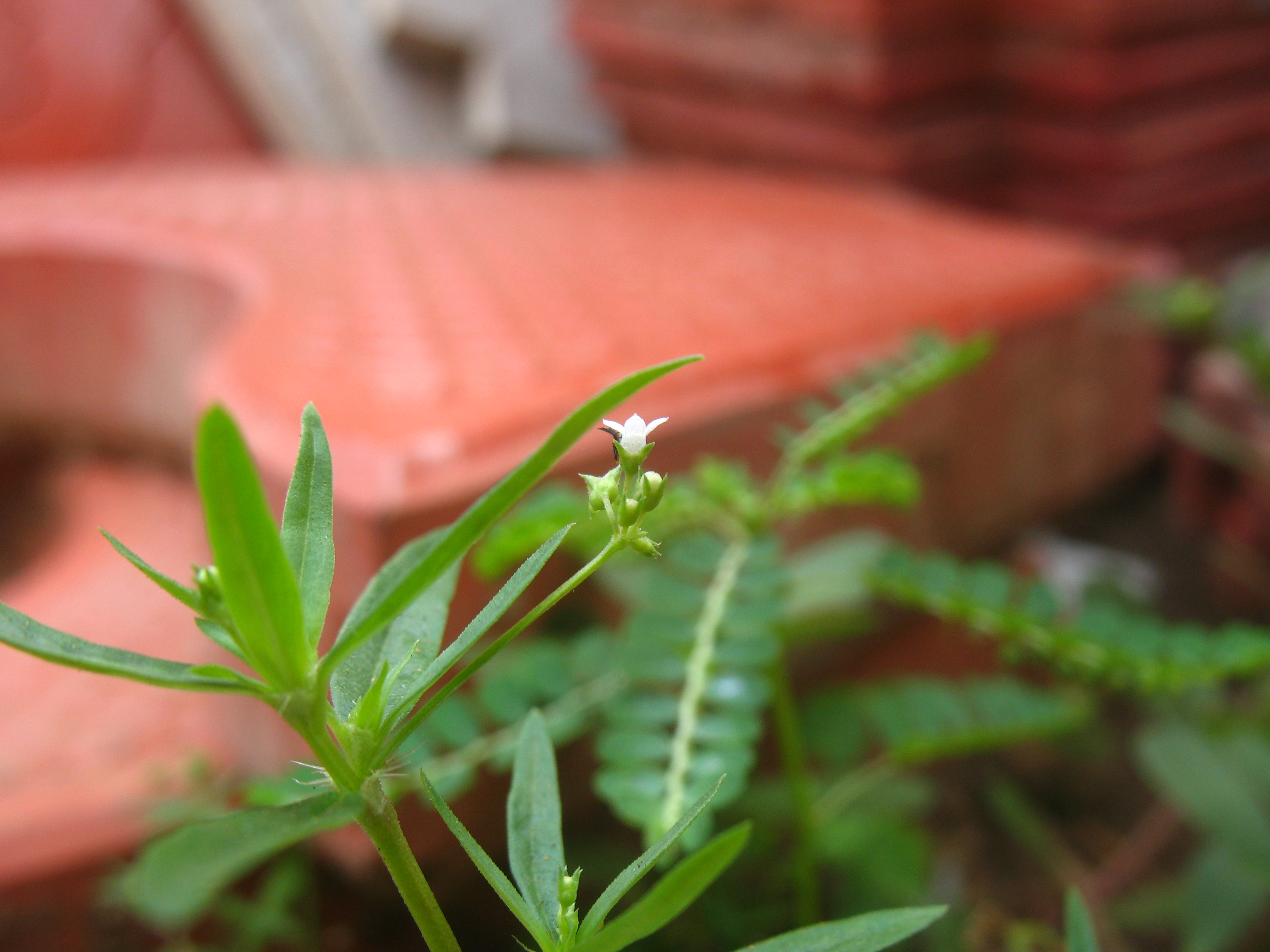

## Loài
Chi Oldenlandia gồm các loài: